# BMW・M12/13エンジン
BMW M12は、BMWが開発した直列4気筒のレーシングエンジンで、F2やグループ5やF1などに参戦していた。
F1用としては、直列4気筒のターボエンジンで、1982年から1988年まで使用された。

## 概要

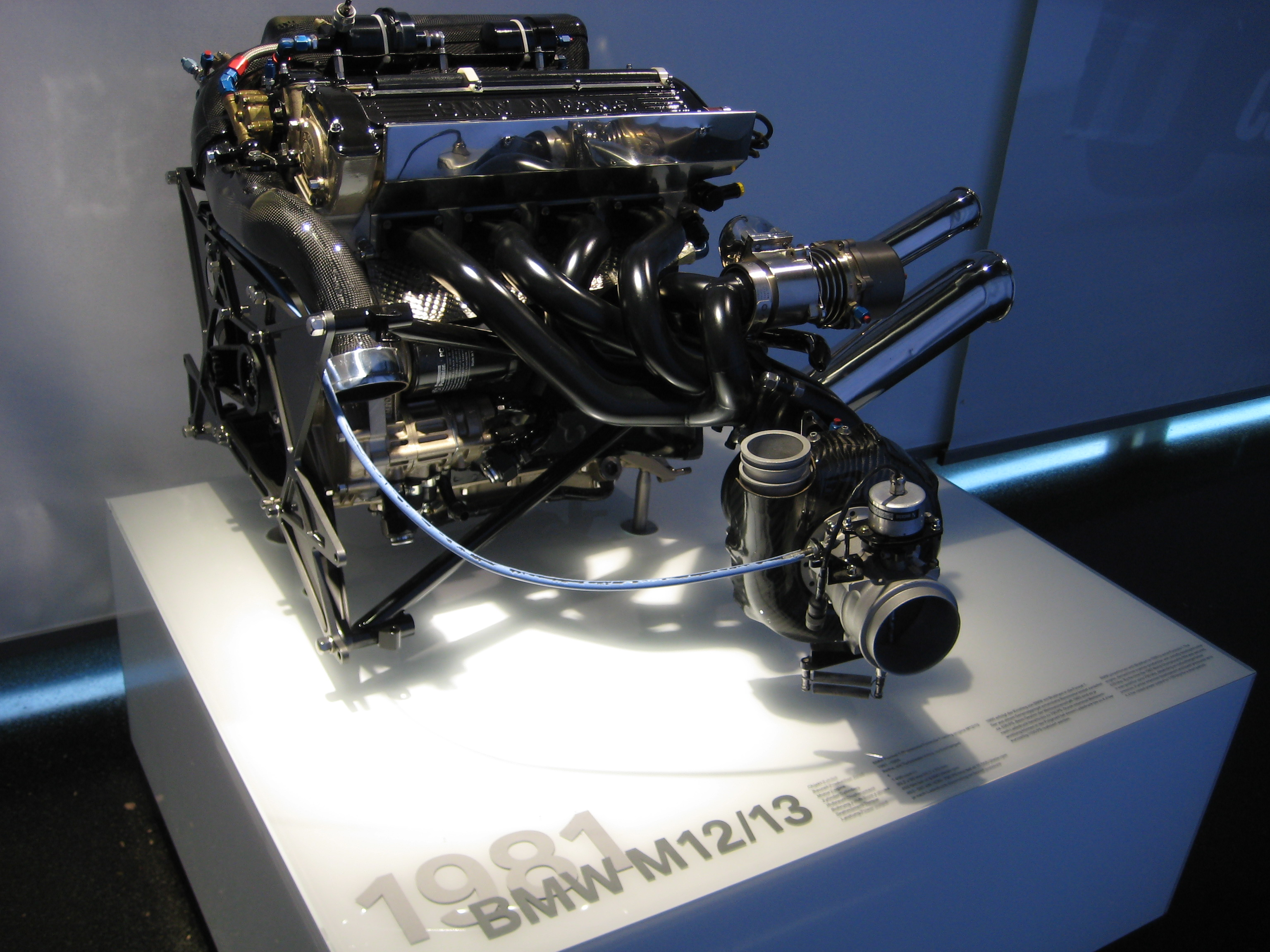
エンジン外観

このエンジンは、BMWが1961年に発表した市販車用エンジン「M10」をルーツに持つ。
ベースとなったM10エンジンは、1961年に発表され、1,500 cc水冷直列4気筒で80馬力を発するエンジンで、1971年には排気量を1,990 ccに拡大し、キャブレターから機械式インジェクションに変更され130馬力/5,800 rpm、18.1 kg-m/4,500 rpmを発生した。
このエンジンをベースとしてBMWのパウル・ロシェは、ギアドライブによる4バルブのペントルーフ型燃焼室をもつDOHCヘッド（16バルブヘッド）を搭載して、レース用エンジンに仕立て上げた。
開発当初は、F2規定が1,600 ccであったので、F2用の1,600 ccエンジンとして開発を行った。
その後　F2規定が1972年に2,000 ccに変更されたのでそれに対応する形で2,000 ccエンジンとして開発を行い、M12/6として1973年に市場へ供給され、2,000 ccのレーシングエンジンとしては、立上り加速の鋭さと耐久性の高さで圧倒的な強さを見せた。
しかしながら　富士グランチャンピオンレース（GC）では、1977年にロータリーエンジンのマツダ・13Bが登場。F2でも、1980年にブライアン・ハートの420RやホンダのRA260Eの挑戦を受け、このライバルに対抗するために、高回転によるパワー追及を行う。
またF1のエンジン規定が「1,500 ccのターボ付きエンジン」に変更になると、このM12をベースに排気量を1,500 ccへと小さくし、F1用エンジンの開発を行った。当初はマクラーレン(北米で、BMWのレース活動を請け負っていた)との提携が模索されたが、ドライバーとして内定していたロニー・ピーターソンの死去、ニキ・ラウダの突然の引退などが重なりマクラーレンとの計画は頓挫。ディレクターのヨッヘン・ニアパッシュは、フランスのタルボから資金を出させ、タルボにバッヂを換えてこのエンジンのF1デビューを目論むも、これも最終的に破談となり、ブラバムに横取りされるかたちとなった。
1986年にM12/13エンジンのチューニングを担当したハイニー・マーダーによると、この年のM12/13は予選仕様で5.5バールの過給圧を掛け、M10と同じ1,500 ccの排気量ながら最大1,300馬力を発生したという。このエンジンのシリンダーブロックは、実際にBMWの市販車用エンジンの生産ラインから抜き取ったものが使用された。
このターボ・エンジンを使用することになったブラバムのチーフデザイナー、ゴードン・マレーによると、1983年の予選では「ヒトラーチップ」という特殊なROMを装着し、ウェイストゲートバルブを取り外してタイムアタックを行ったという。過給圧は5バールに達し、走行中これに耐えられなかくなったエンジンが粉々になったこともあるという。
エンジンの形式は、M12/＊で＊がサフィックスで設計仕様を示す。

### M12/1
1968年にBMWが最初に開発したM12で、排気量が1,600 ccで当時のF2選手権を意識したエンジン。ボア×ストークは、84×71である。
当時のF2選手権のエンジン規定は、1967年から1971年まで「自然吸気の6気筒以下で前年度の生産が最低500台のシリンダブロックを持つ排気量1,600 cc以下のエンジン」という規定であった。このエンジン規定下では、コスワース・FVAが圧倒的に強かった。そこでBMWは、打倒FVAということで開発したが、実戦へ投入されたかは、不明。
（1969年と1970年のF2のヨーロッパ選手権において、「BMW270-M11」が参戦している記録があるが、このM11とM12/1との関連が執筆時には、判別がついていない）
M12/1のシリンダヘッドは、4バルブのペントルーフ型燃焼室のDOHCであるが、プラグホールが3か所ある。
これは、火炎伝播を改善させるため、複数点火プラグによる着火を試みた。しかしながら　当時の複数着火方法では、異常燃焼が発生し期待した効果が得られなかったので、1本着火に戻している。以降の展開エンジンでも点火プラグホールは、3か所設置されているが、中央の1か所のみ使用している。
吸排気ポートに関しても、放射状吸排気を試した。放射状吸排気は、燃焼室内でのスワールを積極的に引き起こすために、吸気と排気ポートを対角線状に配置した。（例：吸気を右前と左後、排気を右後と左前）そのため　吸気管はシリンダヘッド上面から入る形になっている。
しかしながら、吸排気パイプの配置が複雑化するので以降のエンジンでは、この放射状吸排気を取りやめ、直列4気筒エンジンでは、常識的な右側吸気/左側排気の通常の吸排気システムを採用した。

### M12/6
1973年のF2用のエンジンと登場したエンジンで排気量は2,000 cc。ボア×ストークは、89×80でM12/1よりボア・ストロークとも拡大され、当時としては、ややロングストローク気味のエンジンである。
F2のエンジン規定は、1972年から「自然吸気の6気筒以下で前年度の生産が最低100台のシリンダブロックを持つエンジン」に改正になった。この新規定に適合したエンジンと開発されたのがBMW・M12/6である。
1973年のシーズンは、マーチと独占契約を結び、マーチ以外のシャーシには搭載が許されなかった。ヨーロッパF2選手権および全日本F2000選手権、全日本F2選手権および富士グランチャンピオンレース（GC）の排気量2,000 ccの各レースで圧倒的な強さを見せる。
M12/6のブロックは、フルスケールの2,000 ccの鋳鉄製で、シリンダ間にウオータジャケットを配置し、各シリンダにシリンダライナを設置できるので、摩耗には強く、耐久性が高かった。
動弁系は、過去から実績のあるギアドライブであるので、信頼性が高かった。
燃焼室は、M12/1で行った先進的な取り組みではなく、コンベンショナルな1本点火プラグで右側吸気/左側排気にして、メンテナンスの容易化を行った。
コネクティングロッドにチタン合金を使用して軽量化を行った。
コネクティングロッドは、エンジンの前後方向の面を平面とし、その平面を薄いリブで結ぶH型断面を有している。このコネクティングロッドは、鍛造したのちに表面研磨を行うが、当初加工に難点があり（研磨加工が不十分）、1973年3月開幕のGC第1戦では、コネクティングロッド破壊によるエンジン破損のトラブルが続出した。1973年5月の日本GPのF2レースで、日本の松浦賢がコネクティングロッドを再研磨したエンジンで黒沢元治が優勝し、このエンジンの優秀さをアピールする。
なおBMWによる対策品のコネクティングロッドが1973年6月以降出回るようになり、このトラブルは解消され安定した成績を残すようになった。
燃料供給は、クーゲルフィッシャ製の機械式燃料噴射を使用している。この機械式燃料噴射は、システムとしては、ディーゼルエンジンの燃料噴射方式と同様で、気筒数分のカムとプランジャーを内蔵させたインジェクションポンプをエンジンの動力によって作動させ、各気筒の吸気ポートに噴射させる方法を採る。噴射量の制御も、ディーゼル同様アクセル開度に連動した遠心ガバナーとラック・アンド・ピニオンによるプランジャーの圧縮ストローク制御で、3次元カムを使用し、パラメータとしては3項目設定が可能である。
エンジンは、すべてBMWモータースポーツで組まれた完成品をユーザーに販売し、メンテナンスはBMWと関係のあるチューナーに部品を供給して行った。

### M12/7
1976年にF2のエンジン規定から生産台数の規定がなくなり、純レーシングエンジンの参戦が可能となった。この規定変更に合わせて、ブライアン・ハートやホンダ等のエンジンメーカーが純レーシングエンジンを開発して、F2に参戦してきた。1975年に、フランス人のジャック・ラフィットによりF2タイトルを獲得したマルティニ・チームは同国のルノーV6へと鞍替え、1976・1977とヨーロッパF2選手権を連覇する。BMWは、高回転による高出力化にてライバルに対抗した。
具体的には、シリンダーヘッドの改良、バルブタイミングの変更、ピストンの軽量化、コンロッドの改良等をおこなった。この改良型エンジンがM12/7である。
このエンジンは、完成品としてはM12/6と同様BMWモータースポーツから販売されたが、改良部品への交換でM12/7仕様になるので、部品単体での供給も実施され、ユーザーはメンテナンス時にM12/6からM12/7への仕様変更が可能となった。また、80年代になってからは、ホンダエンジンのF2参戦開始もあって、それに対抗するべくハイニ・マーダー等のチューナーによる独自チューンを許すようになった。
ホンダエンジンに対抗するためには、さらに高回転にて高出力を狙うしか方法がなく、その結果BMWエンジンは寿命の低下やメンテナンスコストの増大という課題が発生。ホンダが12連勝するなど戦力に差がついてしまったヨーロッパF2選手権は1984年を最後に消滅。全日本F2選手権も1986年限りで事実上終了し、一時F2というカテゴリ自体が壊滅。F1エンジンの3.5リットル化により大量に余剰となってしまうフォード・コスワース・DFVエンジンの救済策でもあるF3000に取って代わられることになった。

### M12/13
1979年にルノーがターボエンジン搭載車でF1初勝利を挙げると、他社もターボエンジンを相次いで導入し始めた。当初は、マクラーレンへの供与が有力視されていたが、上層部の判断で白紙撤回。レーシング・マネージャーのヨッヘン・ニアパッシュは、フランスのタルボから資金を引き出し、タルボバッジでの開発を続けようと画策。しかしBMWは熟慮の末、この企みを潰し、ブラバムに対し直列4気筒のターボエンジン供給を行うことを決定し、1981年の夏にはテストが行われた。ブラバムチームはこのエンジンを搭載したBT50Dを同年イギリスGPのプラクティスに初めて試験的に出走させた。ターボチャージャーはギャレット製のものが採用された。
本格的に参戦を開始した1982年のエンジンは公称出力570馬力で、ブラバムのみに供給され、BT50に搭載された。実質的な初年度ながら、カナダGPでネルソン・ピケが優勝を挙げた。
1983年には公称出力が640馬力となった。ブラバムのネルソン・ピケが3勝、リカルド・パトレーゼが1勝の計4勝を挙げた。ピケはドライバーズタイトルを獲得したが、コンストラクターズランキングはフェラーリ、ルノーに次ぐ3位に終わった。この年、ドイツのATSにもエンジン供給を行った。
1984年のエンジンはメインベアリングキャップ周辺に補強が加えられ、公称出力は予選仕様で850馬力まで引き上げられたが、実際にはシーズン終盤には5バールの過給圧で1,000馬力に達していた。この年はブラバム、ATSに加えてアロウズにも供給を開始した。ATSとアロウズのエンジンは、ハイニ・マーダーがチューニングを担当した。この年はBMW本社の政治的判断から、ターボチャージャーのサプライヤーをKKKに変更したが、このKKK製タービンにトラブルが多発。ピケは9度のポールポジションを獲得しエンジンの速さを見せたが、レースはカナダGPとアメリカ東GPでの2勝を挙げたに留まった。エンジンの信頼性に苦しめられ9度のリタイヤを喫したピケはドライバーズランキング5位に終わった。あまりのトラブルの多さに、ゴードン・マレーは自らBMWの役員会に乗り込み問題の改善を訴えた。
1985年はATSが撤退し、ブラバムとアロウズの2チームにエンジンを供給した。この年はターボチャージャーをギャレットに戻した。公称出力は前年と同じ850馬力だったが、この年も信頼性に苦しめられ、優勝とポールポジションはともに1度ずつに終わり（いずれもブラバムが記録）、ブラバムのコンストラクターズランキングは5位に留まった。ブラバムに対して行ってきたM12/13でのBMWのワークス活動はこの年限りとなり、翌1986年のワークス活動では横倒型のM12/13/1をブラバムに供給した。アロウズはプライベートテストでホンダが使用しているIHIのターボチャージャーをテストすることもあった。
1986年にはハイニ・マーダーがこのエンジンの唯一の供給元となり、アロウズとベネトンに供給された。この年はベネトンが2度のポールポジション（いずれもテオ・ファビ）を獲得し、1勝（ゲルハルト・ベルガー）を挙げることに成功した。ベネトンのロリー・バーンはM12/13について、「強烈なパワーで、それも急激に発生するタイプだった。それが度を越して強烈なパワーだった。」と印象を述べ、ベルガーも「パワーは信じられないほどで、爆弾のようだったが、ターボラグも大きかった。」とその体験を解説している。
このエンジンは、翌1987年と1988年にはメガトロン名義で供給された（下記参照）。

### M12/13/1
ブラバムチームは1986年用に超低重心のマシン、BT55を開発した。BMWはこのマシンに対応するため、シリンダを垂直から72度スラント（傾斜配置）させたエンジンをブラバムに供給した。このエンジンはM12/13/1と名づけられブラバムのみが使用したが、スラントによって発生するオイルの偏りに対する対策が不十分のためコーナリング時のGでシリンダーヘッドに上がったオイルがクランクケースに戻りきらないことにより油温上昇やオイル切れによる焼き付きが頻繁に発生するなど信頼性に欠け優勝することもできず苦戦した。このエンジンは翌1987年もブラバムのみに供給され、BT56に搭載されたが、この年いっぱいでブラバムが活動を休止すると、このエンジンもこの年を最後にF1から姿を消した。

### メガトロン M12/13
1987年にBMWはF1活動を縮小し、ブラバムのみに横倒型のM12/13/1エンジンを供給したが、「直立型」のM12/13エンジンは、1987年と1988年に、メガトロンの名義で引き続き使用された。
BMWはブラバム以外のチームへのエンジン供給を1986年いっぱいで終了する予定だったが、アロウズのチームスポンサーだったコンピュータリース会社のメガトロンがBMWエンジンの権利を買い取り、バッジネームを被せた。メガトロンは、アロウズのタイトルスポンサーだったUSF&Gが1984年に買収していた。
このエンジンは引き続きハイニ・マーダーがチューニングを行い、実質的に前年までと同じ体制で供給された。当初アロウズのみが使用する予定だったが、1987年には開幕直前にアルファロメオからのエンジン供給を失ったリジェにも供給された。